# Afrikanet
Afrikanet ist das erste Informationsportal im Internet über Menschen afrikanischer Herkunft in Österreich, Deutschland und der Schweiz. Afrikanet wird ein- bis dreimal pro Woche aktualisiert.
Afrikanet entstand im Jahre 2000 als Mailingliste zur Information von Menschen afrikanischer Herkunft in Österreich. Um Menschen einander näherzubringen, informieren die Journalisten von Afrikanet über das Leben von Menschen afrikanischer Herkunft in Deutschland, Österreich und der Schweiz. Afrikanet informiert nur selten über Afrika. Gegründet wurde das Informationsportal von den engagierten Afrikanern Simon Inou aus Kamerun und Richard Gnaore Ossiri aus der Elfenbeinküste.
Wegen seiner hervorragenden Arbeit wurde Afrikanet im Oktober 2005 mit dem Österreichischen Interkulturpreis 2005 ausgezeichnet.